# موسى يفلويف
موسى يفلويف (مواليد 31 مارس 1993) هو مصارع مصارعة يونانية رومانية من روسيا. فاز بالميدالية الذهبية في كأس العالم للمصارعة 2017، والتي أقيمت في طهران.